# 孟和博彦
孟和博彦（1928年—2006年），男，达斡尔族，黑龙江齐齐哈尔人，中国文艺评论家、作家，内蒙古自治区作家协会原副主席、名誉副主席，中国作家协会名誉委员。